# Nesiotoniscus ferrarai
Nesiotoniscus ferrarai là một loài chân đều trong họ Trichoniscidae. Loài này được Argano & Manicastri miêu tả khoa học năm 1990.